# Flugplatz Pitomnik

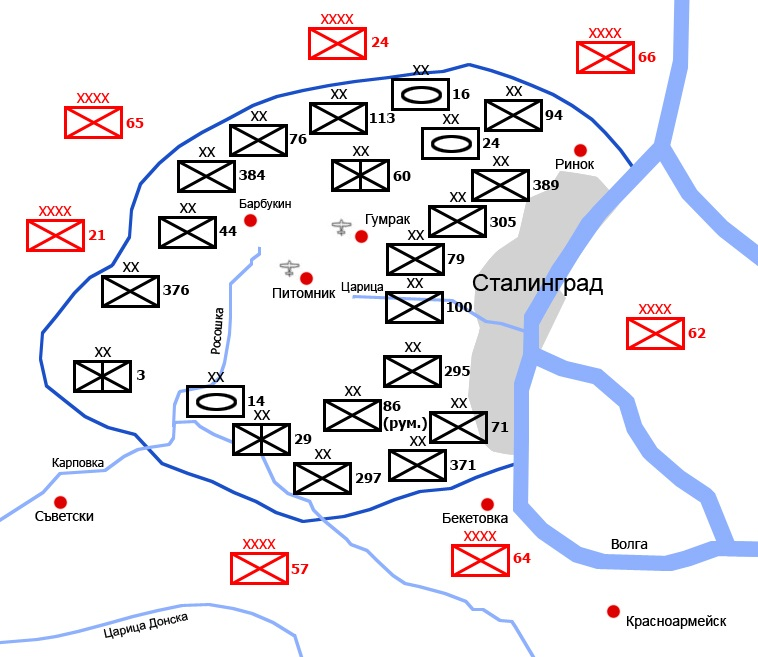
Der Kessel von Stalingrad, im Zentrum der Flugplatz Pitomnik.

Pitomnik war einer der drei Flugplätze im sogenannten Kessel von Stalingrad. Er diente nach der Einkesselung der 6. Armee durch sowjetische Streitkräfte neben dem Flugplatz Basargino und dem Behelfsflugplatz Gumrak zu Versorgungsflügen durch die Luftwaffe.
Bei diesen Flügen von und nach Stalingrad gingen im Verlauf der Kesselschlacht insgesamt 550 Flugzeuge verloren. Dies entspricht etwa einem Drittel der eingesetzten Maschinen. Dennoch war die Versorgung für die eingeschlossenen Soldaten zu keinem Zeitpunkt ausreichend.
Der Flugplatz Pitomnik fiel am 16. Januar 1943 in sowjetische Hände. Danach war ein Ausfliegen aus dem Kessel nur noch über den Behelfsflugplatz Gumrak und den Notflugplatz Stalingradski möglich.
Der Flughafen existiert nicht mehr. An seiner Stelle befinden sich jetzt landwirtschaftliche Nutzflächen.